# Донник ароматный
Донник ароматный, или Донник душистый (лат. Melilotus suaveolens), — вид травянистых растений рода Донник (Melilotus) семейства Бобовые (Fabaceae).

## Ботаническое описание
Двулетние травянистые растения, 30—80 см высотой, редко немного более высокие. Стебли обильно ветвистые, сравнительно тонкие, в верхней части рассеянно‑волосистые. Прилистники шиловидные, в основании расширенные, цельные и лишь у нижних листьев иногда несут один—два зубчика. Листочки обратнояйцевидные, продолговато‑обратнояйцевидные, обратноланцетные, на конце притупленные, 1—2,5 см длиной, 1 см шириной, мелко‑ и неравно‑зубчатые, с 6—11 зубчиками с каждой стороны, снизу рассеянно‑волосистые или почти голые.
Цветущая кисть короткая, густая, 30—40-цветковая, при плодах весьма удлиняющаяся, рыхлая; цветоножки немного короче чашечки. Цветки около 4 мм длиной, поникающие. Чашечка на одну треть или не более, чем на половину, надрезана на сравнительно притупленные доли, рассеянно опушенная. Венчик жёлтый, крылья и лодочка равны или несколько короче флага. Завязь, вытянутая в столбик, немного превышающий её, голая, с 2—4 семяпочками. Бобы 3—4 мм длиной, 2,5 мм шириной, яйцевидные, грязно‑серые, иногда черноватые, неясно сетчато‑морщинистые, голые, обыкновенно односемянные; семена желтовато‑бурые. 2n=16.

## Распространение
Ареал восточносибирско‑восточноазиатский. Западная и Восточная Сибирь, Дальний Восток России, Монголия, Китай (Северо-Восточный, Северный, Северо‑Западный, Юго-Западный), полуостров Корея, Япония. Произрастает по берегам рек, ручьев, по лугам, часто солонцеватым, на супесях и песках, реже в посевах или на залежах.

## Применение
Как и другие виды донников, применялся для разного рода ароматизации, и в народной медицине. Донник ароматный нежнее донника белого и донника жёлтого, и имеет более сильный запах.